# Waggeryds IK

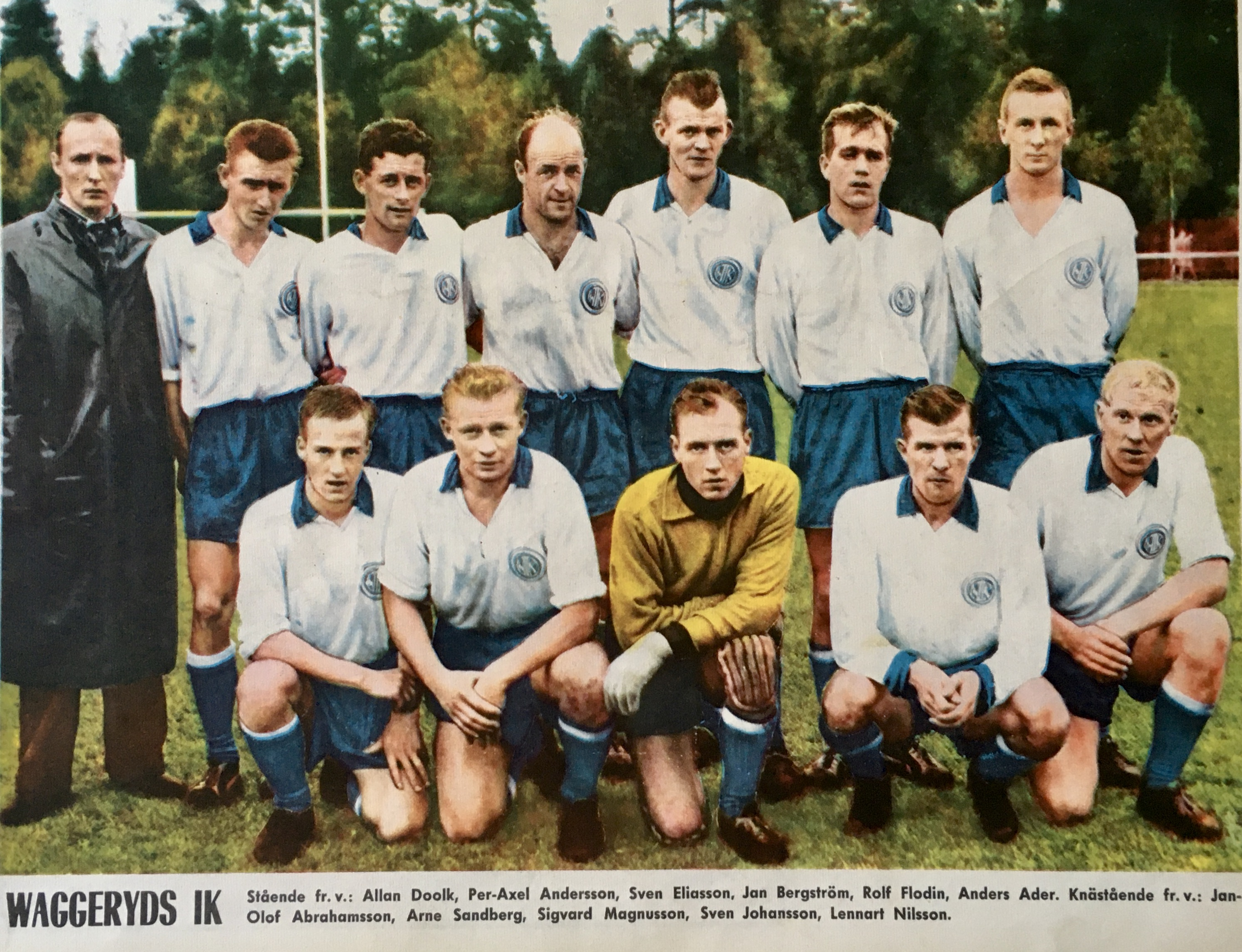
Waggeryds IK 1960, som spelade i dåvarande division 2 – den näst högsta divisionen.

Waggeryds IK är en idrottsklubb i Vaggeryd i Sverige, bildad i april 1920. Klubben bedriver bandy och fotboll.

## Bandy
Klubben spelade i Sveriges högsta division i bandy säsongerna 1942 och 1963/1964, och kvalade till bandyallsvenskan 1936, 1943, 1950, 1951, 1952, 1954, 1956, 1965 och 1970. Konstfrusen bana sedan 1985.
Säsongen 2005/2006 slutade Waggeryds IK sist i grundserien i Division III. Säsongen 2006/2007 vann klubben Division III, och tog steget upp i Division I 2007/2008 (som föregående säsong var Division II). Det var klubbens första serieseger sedan 1974.
Säsongen 2011/12 vann Waggeryds IK P18 division 3 ungdom efter vinst i finalen med 7-3 mot Blåsut/Vänersborg.
Svenska mästare F17 2007. 

## Fotboll

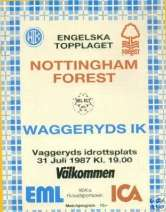
Tidning från matchen mellan Waggeryds IK och Nottingham Forest FC i juli 1987

Klubbens herrlag har spelat sju år i Sveriges näst högsta division i fotboll 1941/42, 1942/43, 1955/56, 1956/1957, 1958, 1959 och 1960. 1956 var man nära att få spela i Allsvenskan. Åren 1988–91 hade Waggeryd en ny storhetstid med spel i tredjedivisionen. 2019 spelar WIK Herr i division 4 NV. Till 2020 spelar WIK i Division 3 Västra Götaland. 
WIK har även ett aktivt damlag som säsongen 2019 spelar i division 2 Mellersta Götaland.
Intresset för fotboll i de nedre åldersgrupperna i Waggeryd är väldigt stort och klubben har cirka 17 aktiva ungdomslag i olika åldersklasser.

Den 31 juli 1987 spelade Waggeryd IK:s herrlag en träningsmatch mot Nottingham Forest FC där WIK förlorade med 1-7. Nottingham Forest spelade då i Englands högstadivision – English Football League.

### Fotnoter
1. ↑  Boberg, Natanael (1970). Waggeryds Idrottsklubb 1920-1970. sid. 8 – 19
2. ↑  ”Om klubben”. Vaggeryds IK. http://www.laget.se/waggerydsik/2217-om_klubben.html. Läst 31 juli 2011.
3. ↑  Jimmy Andersson (26 februari 1943). ”Säsongen 1941-42”. Jimmys bandysida. Arkiverad från originalet den 21 februari 2015. https://web.archive.org/web/20150221143848/http://www.jimbobandy.nu/oldtab/41-42.html. Läst 22 februari 2015.
4. ↑  Jimmy Andersson (26 februari 1964). ”Säsongen 1963-64”. Jimmys bandysida. Arkiverad från originalet den 14 juli 2014. https://web.archive.org/web/20140714165432/http://www.jimbobandy.nu/oldtab/63-64.html. Läst 22 februari 2015.